# Dicranopygium pachystemon
Dicranopygium pachystemon är en enhjärtbladig växtart som beskrevs av Gunnar Wilhelm Harling. Dicranopygium pachystemon ingår i släktet Dicranopygium och familjen Cyclanthaceae. Inga underarter finns listade.